# پری فارل
پری فارل (انگلیسی: Perry Farrell؛ زادهٔ ۲۹ مارس ۱۹۵۹) یک موسیقی‌دان اهل ایالات متحده آمریکا است. وی از سال ۱۹۸۱ میلادی تاکنون مشغول فعالیت بوده‌است.